# María Ángeles Rodríguez de Rivera Chicote
María Ángeles Rodríguez de Rivera Chicote (c. 1884 - 28 de octubre de 1936) fue una laica católica española nacida en Filipinas torturada y asesinada en Málaga durante la Guerra Civil Española. Se ha iniciado su causa de beatificación.

## Biografía
María Ángeles nació en 1884 en Cotabato, Maguindanao, hija de Manuel Rodríguez de Rivera, coronel de infantería destinado en Filipinas, y Carolina Chicote Beltrán. Tenía una hermana mayor, Carolina, nacida en Manila, y una hermana menor, Carmen, nacida en Aranjuez.
En 1897, al comienzo de la Revolución filipina, su familia se trasladó a Marbella, España. Su familia tenía fuertes raíces religiosas y asistían diariamente a la iglesia, lo que influyó en su hermana menor a convertirse en monja.
En Marbella, María Ángeles era conocida por ser "una mujer muy religiosa al servicio de los más desfavorecidos". Su condición de activa presidenta de la Acción Católica y catequista principal de su parroquia, y su estrecha amistad con el sacerdote José Vera Medialdea, le valieron el odio de los marxistas. Fue detenida cuando comenzó el levantamiento militar y trasladada a una cárcel local junto con otros vecinos de Marbella. Finalmente fue trasladada posteriormente a otra prisión de Málaga, en el barco prisión "Marqués de Chavarri". Sus verdugos, con el pretexto de haber conseguido su libertad, la sacaron del barco y la sometieron a más torturas. Fue fusilada en el Cementerio de San Rafael de Málaga el 28 de octubre de 1936.
Enterrados en una fosa común, los restos de María Ángeles fueron trasladados posteriormente a la cripta de la Catedral de Málaga.
El 27 de septiembre de 2016, el obispo Jesús Esteban Catalá Ibáñez de Málaga abrió su causa de beatificación junto con otros 67 mártires, incluido José Vera Medialdea, su párroco en Marbella.
María Ángeles es la segunda mártir filipina de la Guerra Civil Española después del beato José María de Manila, beatificado en 2013.